# Barbara von Brandenburg (1422–1481)

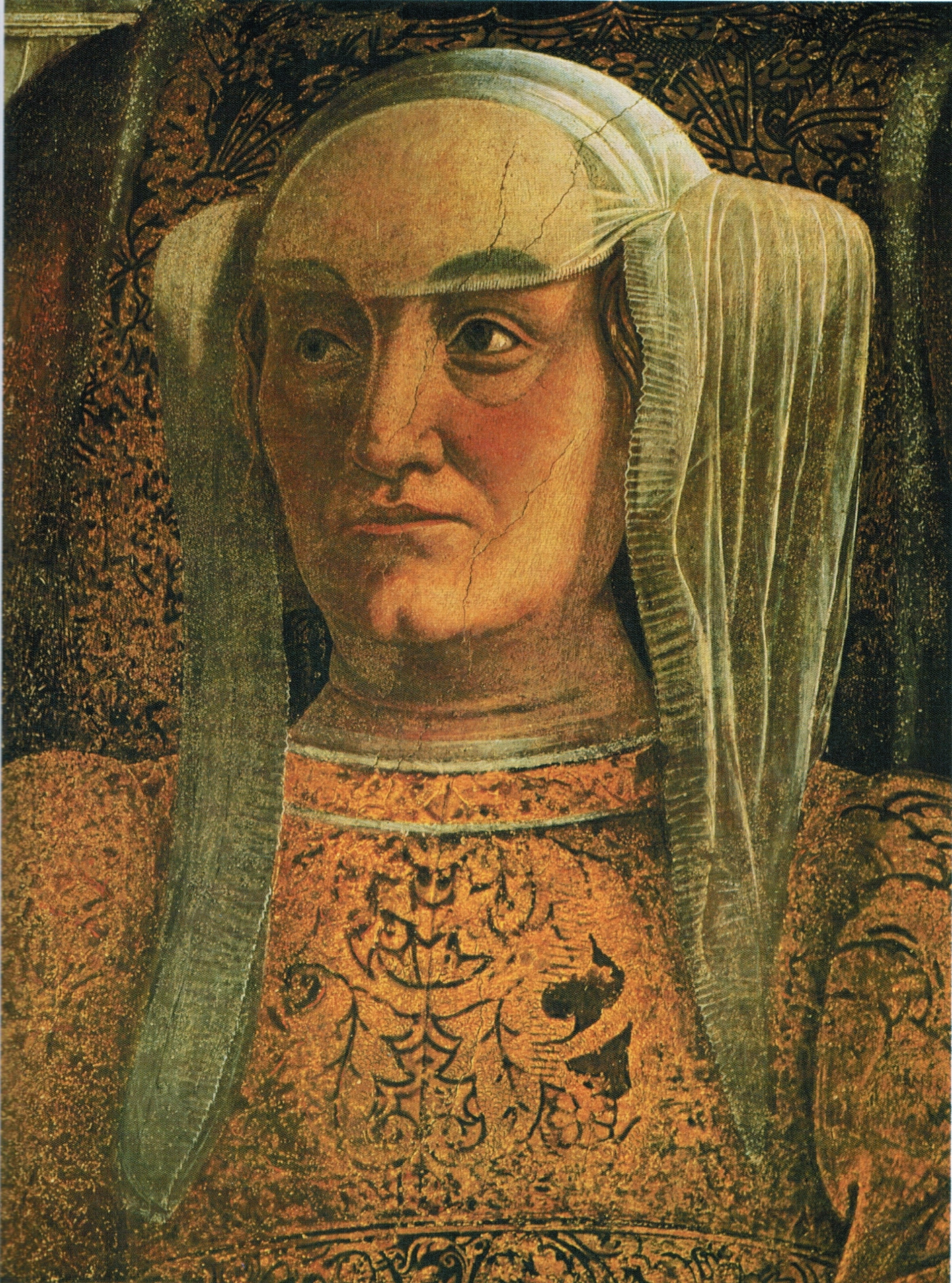
Barbara von Brandenburg (Ausschnitt des Freskos des Andrea Mantegna)

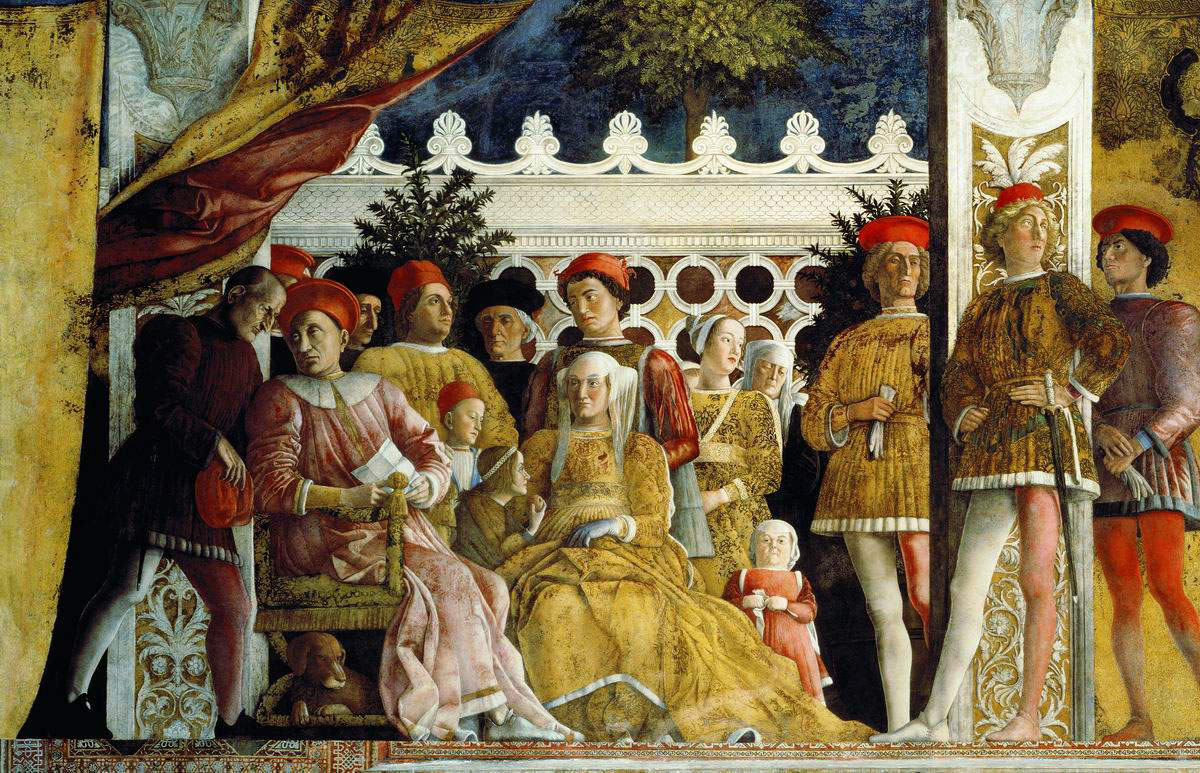
Barbara von Brandenburg im Zentrum des Freskos Der Hof der Gonzaga aus dem Freskenzyklus in der Camera degli Sposi im Palazzo Ducale in Mantua des Andrea Mantegna

Barbara von Brandenburg, verheiratete Gonzaga (* 30. September 1422; † 7. November 1481 in Mantua), war eine geborene Markgräfin von Brandenburg und durch Heirat mit Ludovico III. Gonzaga Markgräfin von Mantua.

## Leben
Barbara war das älteste Kind des Markgrafen Johann von Brandenburg (1406–1464), genannt der Alchimist, aus dessen Ehe mit Barbara (1405–1465), Tochter des Herzogs Rudolf III. von Sachsen-Wittenberg. Barbaras Vater verzichtete auf die Rechte seiner Erstgeburt und die Thronfolge in Brandenburg und erhielt die fränkischen Besitzungen der Hohenzollern.
Sie heiratete am 12. November 1433 als Elfjährige in Mantua den Markgrafen Ludovico III. Gonzaga von Mantua (1412–1478). Die Ehe mit der Verwandten des Kaisers und des brandenburgischen Kurfürsten bedeutete eine erhebliche Aufwertung der Familie Gonzaga, die erst kürzlich durch Kaiser Sigismund zu Markgrafen von Mantua erhoben worden war. Barbara, am Hof in Mantua mit anderen Mitgliedern der Familie Gonzaga weiter aufgewachsen, entwickelte sich zu einer der bemerkenswertesten und kultiviertesten Frauen der Renaissance. Sie beherrschte vier Sprachen und war in Literatur bewandert. Zu ihren Ausbildern gehörte auch der Humanist Vittorino da Feltre.
Schon ihr Mann beteiligte die hochgeachtete Barbara an der Regierung, die während seiner häufigen Abwesenheiten auch allein die Regierungsgeschäfte versah. Besonderes Augenmerk richtete sie hierbei auf das Verhältnis Mantuas zum Heiligen Römischen Reich. Drei ihrer Kinder vermählte sie mit deutschen Prinzen und Prinzessinnen. Im Fresko Der Hof von Gonzaga des italienischen Künstlers Andrea Mantegna wird Barbara auch als zentrale Figur dargestellt. Barbara führte eine umfangreiche zum Teil diplomatische Korrespondenz, nicht nur mit ihrer Familie, sondern auch mit den Visconti, der Kurie und zahlreichen Persönlichkeiten des Reiches.
Nach dem Tod ihres Mannes übernahm sie die Regentschaft über Mantua für ihren ältesten Sohn. Die Ausbildung und Erziehung ihrer Kinder überwachte sie persönlich.
Barbara von Brandenburg ist Hauptfigur im historischen Roman La princesse de Mantoue der Schriftstellerin Marie Ferranti.

## Nachkommen
Aus ihrer Ehe hatte Barbara folgende elf Kinder:
- Federico I. (1441–1484), Markgraf von Mantua ⚭ 1463 Prinzessin Margarete von Bayern (1442–1479)
- Francesco (1444–1483), Kardinal
- Paola (1445–1447)
- Gianfrancesco (1446–1496), Graf von Sabbioneta, Herr von Bozzolo ⚭ Prinzessin Antonia del Balzo von Altamura (1461–1538)
- Susanna (1447–1481), Nonne
- Dorotea (1449–1467), verlobt bis 1466 mit Herzog Galeazzo Maria Sforza von Mailand (1444–1476)
- Cecilia (1451–1478), Nonne
- Rodolfo (1452–1495), Herr von Castiglione und Solferino
⚭ 1. 1481 Antonia Malatesta von Rimini († 1483)
⚭ 2. 1484 Caterina Pico von Mirandola († 1501)
- Barbara (1455–1503) ⚭ 1474 Herzog Eberhard I. von Württemberg (1445–1496)
- Ludovico (1458–1511), Bischof von Mantua 1483
- Paola (1463/64–1496) ⚭ 1478 Graf Leonhard von Görz (1444–1500)